# Crateri di Campo del Cielo
Il Campo del Cielo (nell'idioma indigeno toba: Pingüen N'onaxa o Pingüen Nunralta, in Wichí: Otumpa) è un'estesa zona geografica situata in Argentina nella divisione del Chaco Austral. 

## Caratteristiche
La zona è particolarmente conosciuta per la presenza di numerosi crateri meteoritici, almeno 21 quelli riconosciuti attualmente. Il campo è situato sul confine delle province di Chaco e Santiago del Estero, a circa 800 km a nord-ovest di Buenos Aires. Secondo gli studi effettuati, circa 4000 anni fa la zona è stata colpita da una pioggia meteorica dovuta alla disintegrazione di un grosso meteorite del peso di circa 840.000 kg esploso a contatto con l'atmosfera. L'impatto dei frammenti con la superficie terrestre ha portato alla formazione dei crateri attualmente presenti e alla dispersione, nella zona circostante l'impatto, di una grande quantità di frammenti metallici, ancora oggi rinvenibili nell'area.

## Formazione
Il più grande e più studiato dei crateri è situato vicino al villaggio di Chorotis, e ha 50 metri di diametro. L'età dell'evento che ha creato i crateri è valutata a meno di 4.000 anni (Olocene). La presenza di miti tra la popolazione indigena collegabili all'evento meteorico che diede origine ai crateri, indica che queste popolazioni hanno assistito alla caduta.
I frammenti meteorici trovati nei crateri e attorno ad essi sono composti principalmente di ferro, con un 6,68% di nichel e percentuali minori di cobalto, fosforo ed altri elementi.